# Сен-Манде
Сен-Манде́ (фр. Saint-Mandé) — город и коммуна во Франции, находится в регионе Иль-де-Франс. Департамент коммуны — Валь-де-Марн. Центр кантона Сен-Манде. Округ коммуны — Ножан-сюр-Марн.
Код INSEE коммуны 94067. Назван в честь святого Мавеса Корневильского, чьи мощи были доставлены сюда в X веке. Сен-Манде стал коммуной в 1790 году.
Сен-Манде расположен приблизительно в 6 км к востоку от Парижа, в 7 км к северо-западу от Кретея.

## Население
Население коммуны на 2009 год составляло 22 627 человек. Плотность населения Сен-Манде является одной из самых высоких в Европе.
| 1962   | 1968   | 1975   | 1982   | 1990   | 1999   | 2009   |
| ------ | ------ | ------ | ------ | ------ | ------ | ------ |
| 24 325 | 23 044 | 20 968 | 18 673 | 18 684 | 19 677 | 22 627 |

## Администрация
| Период | Период | Фамилия            | Партия                             | Профессия |
| ------ | ------ | ------------------ | ---------------------------------- | --------- |
| 1900   | 1936   | Шарль Дижон        |                                    |           |
| 1936   | 1944   | Камиль Мьеж        |                                    |           |
| 1944   | 1983   | Жан Берто          | Объединение в поддержку республики |           |
| 1983   | 1995   | Робер-Андре Вивьен | Объединение в поддержку республики |           |
| 1995   |        | Патрик Бодуэн      | Союз за народное движение          |           |

## Экономика
В Сен-Манде расположены штаб-квартира и библиотека Национального института географической информации и лесного хозяйства Франции (IGN). В городе работают три крупных медицинских учреждения: военный госпиталь Бежен, Институт Валь-Манде, занимающийся реабилитацией слепых, и служба скорой медицинской помощи SAMU social.
В 2007 году среди 14 838 человек в трудоспособном возрасте (15-64 лет) 11 407 были экономически активными, 3431 — неактивными (показатель активности — 76,9 %, в 1999 году было 75,8 %). Из 11 407 активных работали 10 461 человек (5167 мужчин и 5294 женщины), безработных было 946 (401 мужчина и 545 женщин). Среди 3431 неактивных 1748 человек были учениками или студентами, 632 — пенсионерами, 1051 были неактивными по другим причинам.

## Достопримечательности
- Церковь Нотр-Дам (1883—1885 года). Памятник культурного наследия[4]
- Госпиталь Бежен. Памятник культурного наследия[5]
- Дом городской стражи, большой фахверковый дом XVI века. Памятник культурного наследия[6]
- Северное кладбище Сен-Манде, на котором похоронена Жюльетта Друэ, любовница Виктора Гюго
- Южное кладбище Сен-Манде, на котором похоронен русский композитор Эдисон Денисов.
- Музей транспорта

## Города-побратимы
- Уолтем-Форест, Великобритания с 21 апреля 1956 года
- Эшвеге, Германия с 23 сентября 1989 года
- Конкорд (Массачусетс), США с 15 марта 1997 года
- Трес-Кантос, Испания с 12 марта 2005 года

## Фотогалерея
- Станция метро «Сен-Манде» и соседние улицы
- Церковь Нотр-Дам
- Мэрия